# ツメバケイ
ツメバケイ（爪羽鶏、学名：Opisthocomus hoazin）は、ツメバケイ目ツメバケイ科に分類される鳥類の1種で、ツメバケイ目のうち現存するのはO. hoazinの1属1種のみ。ガイアナの国鳥に指定されているほか、「翼に爪がある鳥」として始祖鳥と比較されることでも有名。本種の体格はキジ程で、飛翔があまり得意ではない。もっぱら水辺の周囲の樹上にて植物を主食としている前胃発酵動物（英語: Foregut fermentation）である。英名はホーアチン、あるいはスティンクバード(stinkbird)とも呼ばれる。前者は本種がヨーロッパに紹介された時に、メキシコのアステカ族の伝承で「ホーアチン」と鳴く鳥と誤って名づけられたもの (種小名の由来も同様) 。後者は本種の放つ悪臭からとられた。

## 分布
南アメリカ大陸の北部から中部（アマゾン川とオリノコ川流域の熱帯雨林）に分布する。

## 形態
全長60-65cm。尾が長く、後頭部に細長く目立つ冠羽があり、比較的大きな翼を持つ。背中の羽毛は光沢のある暗緑褐色で、頸や肩羽に褐色がかった白色の縦斑がある。喉から胸は黄褐色で、腹部と初列風切は赤褐色である。顔面に青い皮膚の裸出し、虹彩は赤色である。雌雄同色であるが、繁殖期になると雄は雌に比べて、顔に青みを増す。
嘴が太く短い。脚は体長の割に短いが、脚の指は比較的長い。
本種の体の構造的な特徴として、樹木の葉を常食としている特異な食性の為、素嚢（そのう、スナギモとも呼ばれる砂嚢とは全く別で、その一つ前の消化器官）が著しく発達していることがあげられる。他種の鳥類においては、素嚢の役割は食物を一時的に貯めておくことだが、本種では素嚢において消化活動も行う。本種では、素嚢は内臓の約3分の一を占めている（反面、砂嚢は退化している）。この為、翼を動かす胸筋の付着点である竜骨突起が圧迫され変形または退化しており、大きな翼を持つのに飛翔能力はかなり低い。勢いをつけて、枝から枝へ滑空するのが精一杯である。
生まれたばかりの雛体重は僅か20g、黒い羽毛が疎らに生え、嘴や目の形は既にツメバケイの特徴を備えている。雛の翼には、片方の翼に二本ずつ爪がある。ツメバケイという名は、この雛の爪にちなんだものであるが、孵化後2-3週間で爪は消失し成鳥には爪は存在しない。

## 生態
熱帯雨林の川岸にある樹上に生息している。飛翔力は弱く長距離や高所を飛ぶことはできない。移動時は、長い足の指で枝や細い蔓をつかみ、翼を広げてバランスをとりながら、歩いて木々の間を移動する。樹上性で地上には滅多に降りない。繁殖期は番い若しくは数羽の集団で生活するが、非繁殖期には40羽程度の群れを形成する。
ウシの糞に似た極めて強い体臭を持ち、興奮するとさらに強くなる。これは外敵に対する防御の役割があるらしい。

### 食性
ツメバケイは植物食、とりわけ木の葉を好む葉食動物（英語: Folivore）で、サトイモ科の樹木やヒルギダマシ類などの肉厚の葉を常食としている。また、雛が孵った直後にはその卵の殻を食べる。本種は鳥類の中で唯一草食獣のような前胃発酵を行う。

### 繁殖
繁殖期は、食物が豊富になる雨季である。10-15羽の集団で繁殖することが多い。一夫一妻で、毎年同じ相手と番いを組むとされる。川面や潟に張り出した樹の上に、小枝を粗雑に組んでサギ類の巣に似た皿状の巣を雌雄共同で作る。巣の直径は30-45cmほどで、一度作った巣は数年間修理しながら使い続ける。1腹2-3個（稀に4-5個）の卵を産み、抱卵期間は約27日である。雌雄で抱卵、育雛する。雛は、親の口の中に頭を突っ込んで半消化した餌をもらって成長する。
雛は、親が巣から出ていくと、翼にある爪と嘴、脚の指を使って枝から枝へ移動する。普通の鳥の雛なら親が餌を持ってくるのを巣の中で待つが、ツメバケイの雛は巣の外に出て活発に動き回る。樹上に巣を構える鳥の中で、生まれて間もない雛がこれほどまでに活発に出歩くという習性はツメバケイ独特のもので、他の鳥には見られない。
天敵のナキガオオマキザルなどが、雛や卵を狙って巣を襲いにくると、親は初めのうちは羽を広げて巣を守ろうとするものの、さらに敵が近づいてくると雛を残し巣から逃げ出す。置き去りにされた雛は巣から出て、木の下の川に飛び込んで、水草の間に身を隠して危険を避ける。また、成鳥では泳ぐことはなくなるが、雛の時期には泳ぎも潜水も巧みである。着水後の雛は、前肢の鉤爪を用いて木を登り、元の巣へと戻る。本種のよう孵化直後の幼体でも自発的な移動・採餌が可能なことを早熟性・早成性という。

## 人間との関係
肉は臭くて滅多に食用にはされないが、原住民によって卵が食用として採取されており、また開発による生息環境の破壊によって、生息数は減少している。

## 分類
ツメバケイの分類はキジ目に近いとするものや、カイツブリに近いとするもの、始祖鳥に近いとするものまで諸説あった。しかし2015年に発表されたDNA解析によると、大半の陸棲鳥類よりも基盤的とされた。この研究によると現生鳥類の多くは、K-Pg境界直後の約6400万年前に急速に多様化し、ツメバケイの祖先も同時期に出現したと考えられている。